# 3417 Tamblyn
3417 Tamblyn è un asteroide della fascia principale. Scoperto nel 1937, presenta un'orbita caratterizzata da un semiasse maggiore pari a 2,4249054 UA e da un'eccentricità di 0,2245547, inclinata di 7,94877° rispetto all'eclittica.